# Cârlig, Neamț
Cârlig este un sat în comuna Dulcești din județul Neamț, Moldova, România.
Satul Cârlig se află in componența comunei Dulcești.
Cel mai apropiat oraș este orașul Roman.
Numele satului provine de la primul sau locuitor pe care, spun sătenii, îl chema Cârlig.
Structura populației este majoritar formată din bătrâni, sursele de venit fiind doar cele din pensii si din agricultura.
Agricultura este singura activitate economica desfașurata de catre săteni.In zona se cultivă cu succes sfecla de zahăr si porumbul.

 Acest articol despre o localitate din județul Neamț este deocamdată un ciot. Puteți ajuta Wikipedia prin completarea lui.